# Parc des expositions de Chambéry
Le parc des expositions de Chambéry est un complexe consacré aux salons évènementiels, aux compétitions sportives et aux concerts. Il est géré par Savoiexpo.

## L'infrastructure[1]
6 halls : 
- Hall A de 2 225 m2
- Hall B de 2 375 m2
- Hall C de 2 225 m2
- Hall D de 2 700 m2
- Hall E de 2 000 m2
- Hall des conventions de 1 200 m2

Salles de réunion :
- Salle Revard = 396 m2
- Salle Granier = 334 m2
- Galerie 1 = 600 m2
- Galerie 2 = 300 m2
- Galerie 3 = 250 m2

1 salle de spectacle :
- Le Phare (6 207 places)

## Événements principaux

### Salons et foires
- Foire de Savoie
- Salon du mariage
- Salon saveurs et terroirs
- Salon de l'immobilier des deux Savoie
- Salon solaire et bâtiment
- Salon habitat et jardin

### Festivals
Le parc des expositions a accueilli le festival de musique Eskapotes, organisé par l'association Libérons les capotes au profit de la lutte contre le SIDA, en 2007 et 2008,,.

### Fête foraine

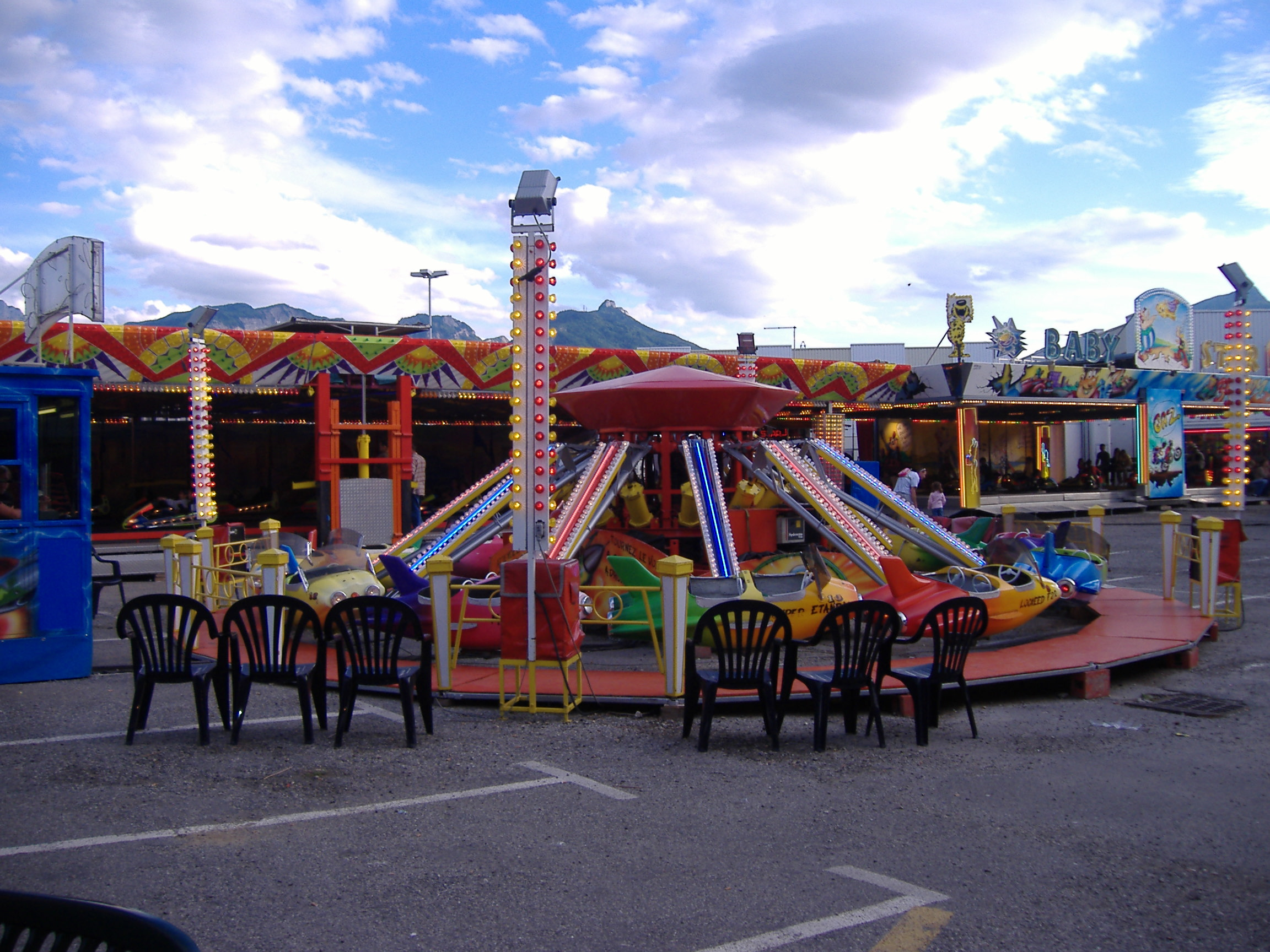
Un manège du Luna Park en mars 2005.

Jusqu’en 2006, l’année précédant le début de la construction de la salle pluri-fonctionnelle Le Phare, la fête foraine de Chambéry, nommée Luna Park, se tient au Parc des Expositions. Elle a maintenant lieu sur la place Pierre de Coubertin.

## Accès
- En voiture : accès depuis la voie rapide urbaine.

Le parking peut accueillir 3 500 véhicules.
- En bus : accès depuis le centre-ville de Chambéry avec les lignes 1 (Le Phare - Parc Expo) et C du réseau Synchro Bus.

## Gestion
Le parc des expositions et Le Phare appartiennent à la communauté d’agglomération du Grand Chambéry. Ils sont exploités par l'association Savoiexpo.